# 真斗
真斗（まと、11月27日 - ）は、日本の漫画家、イラストレーター。愛媛県新居浜市出身。「真斗」と言うペンネームは、1983年から使用している。

## 略歴
1993年、『少年サンデー』（小学館）誌上にて読切作品『ニューイヤーXマス』でデビュー。他者版権作品としては『新機動戦記ガンダムW』のパロディ作品集『風の行方』（ラポート）、『ポケットモンスターSPECIAL』（シナリオ：日下秀憲、てんとう虫コミックススペシャル、小学館）、『学習まんが人物館 ナイチンゲール』（小学館）の作画担当、『講談社 青い鳥文庫 ハチ公物語 -待ちつづけた犬-』（作：岩貞るみこ、講談社）の挿絵担当などがある。
デビュー前には片山愁のアシスタントを務めており、同作者の作品『ドラゴンフィスト』などの単行本では「アシスタントM」名義でおまけ漫画を描いている。
2001年、『ポケットモンスターSPECIAL』第3章、金・銀編の連載中に病気のため休筆。第10巻からは作画担当を山本サトシに交代している。同作の公式サイトで行われた人気投票では、登場キャラクターに対する人気投票にもかかわらず真斗にも投票されている。 
現在は新居浜市の市政だより「にいはま」などでイラストの仕事を中心に活動している。

## 作品

### 作品リスト
- ニューイヤーXマス（1993年、週刊少年サンデー）※読み切り作品[2]
- 卒業（1993年、週刊少年サンデー）※読み切り作品[4]
- 夏へのランナー（シナリオ協力：二枚矢コウ／1993年、週刊少年サンデー）※読み切り作品[5]
- ポケットモンスターSPECIAL（シナリオ：日下秀憲／1997年 - 2000年、小学四年生・小学五年生・小学六年生[注 2]）

### 刊行一覧
※はアンソロジー作品
- 学習まんが人物館ナイチンゲール（全1巻）
- 新機動戦記ガンダムW「風の行方」※
- 新世紀エヴァンゲリオン「アンファンテリブル」※
- 新世紀エヴァンゲリオン「只今初号機整備中」※
- 超者ライディーン「天使の翼」※
- ポケットモンスターSPECIAL（1 - 9巻[注 3]）
- 無限のリヴァイアス「インフィニット」※
- 勇者ダグオン「ハイスクールヒーロー」※
- 勇者ダグオン「ブレイブハート」※

### 挿絵・イラスト

#### 小説
- 小学館GAMEBOOK ポケットモンスター（小学館）
- ゾウのいない動物園 －上野動物園　ジョン、トンキー、花子の物語－（著／岩貞るみこ、青い鳥文庫）[7]
- ハチ公物語 －待ちつづけた犬－（著／岩貞るみこ、青い鳥文庫）[8]
- ピカソ 型破りの天才画家（著／岡田好惠、青い鳥文庫）[9]

#### その他
- 金子だより（1986年 - 2008年）[注 4]
- 新居浜市市政だより「にいはま」（2001年 - ）